# 琥珀德克耳
琥珀德克耳（学名：Ductifera sucina）是属于银耳目银耳科德克耳属的一种真菌，散生、群生于阔叶林中的阔叶树朽枝上。该种分布于中国、巴西、巴拿马、牙买加、美国、墨西哥、澳大利亚等地。